# جادني
 جادني  بالفارسية  جادنی  قرية صغيرة تتبع بلدة شيبكوه (بالفارسية: بخش شيبكوه ) من توابع مدينة لنجة وتقع في محافظة هرمزگان في جنوب إيران. تقع هذه القرية على بعد 8 كيلومترات غرب قرية دهنو مراغ. كانت تدعى في الماضي باسم (الكندة).

## حدود قرية جادني
حدود قرية جادني، من الشمال: قرية سه کنار، ومن الجنوب قرية بندر جارك، ومن الغرب قرية نخیلوه، ومن جهة الشرق تنتهي بقرية دهنو مراغ.

## السكان
يبلغ عدد سكان هذه القرية حسب تعداد السكان لعام 2006 للميلاد، (89) نسمه من أهل السنة والجماعة وعلى المذهب الشافعي. سكان هذه القرية من الأصول العربية ويتكلمون اللغتي العربية والفارسية، لهم عدة مساجد، ومدرسة، وعيادة صحية صغيرة، وبركتان لحفظ مياه الأمطار ، وميناء بحري صغير. يقوم السكان بالتجارة وصيد الأسماك والزراعة، وتربية المواشي والأغنام.